# United Nations Office for Disaster Risk Reduction
Het United Nations Office for Disaster Risk Reduction (UNDRR) (“Bureau van de Verenigde Naties voor de beperking van het risico op rampen) werd op 22 december 1999 opgericht, in het kader van de Internationale Strategie voor rampenrisicovermindering.
Het UNDRR is een onderdeel van het Secretariaat van de Verenigde Naties, en was voorheen gekend als UNISDR.

## Organisatie
Het mandaat van de UNDRR is vastgelegd in een aantal VN-resoluties, meer bepaald de VN-resolutie 54/219 van 3 februari 2000), en 56/195 van 21 januari 2002 Tot de kernactiviteiten van de UNDRR behoren het benadrukken van rampenrisicobeperking
in programma’s voor klimaatadaptatie, het stimuleren van investeringen in rampenpreventie, met name bij de bouw van woningen, scholen en ziekenhuizen, en het versterken van internationale samenwerking inzake rampenrisico’s.
De UNDRR wordt geleid door de Speciale Vertegenwoordiger van de secretaris-generaal voor rampenrisicobeperking. In november 2008 werd hiervoor de Zweedse Margareta Wahlström aangesteld, daarna de Australiër Robert Glasser, en op 1 maart 2018 Mami Mizutori.
UNDRR telt meer dan 100 personeelsleden in het hoofdkantoor in Genève, Zwitserland, en werkt via 5 regionale kantoren (Afrika: Nairobi, Noord- en Zuid-Amerika: Panama City, Arabische Staten: Caïro, Azië-Stille Oceaan: Bangkok en Europa: Brussel) en lokale vertegenwoordigers in Addis Abeba, Almaty, Bonn, Incheon, Kobe, New York-Hoofdkwartier van de VN, Rio de Janeiro en Suva.

## Wereldconferenties
Sedert 1994 organiseert de VN ongeveer om de tien jaar een wereldconferentie over rampenrisicovermindering (World Conference on Disaster Risk Reduction).

### Eerste wereldconferentie (1994, Yokohama)
De eerste wereldconferentie werd gehouden in Yokohama, Japan, van 23 tot 27 mei 1994, en leidde tot de Tien beginselen van de Yokohama-strategie voor een veiliger wereld, met onder meer de nadruk op preventie, op participatie, en op ecologische planning.

### Tweede wereldconferentie (2005, Kobe)
De tweede wereldconferentie werd gehouden in Kobe, Japan, van 18 tot 22 januari 2005, 10 jaar na de Aardbeving Kobe 1995 en toevallig vlak na de zeebeving in de Indische Oceaan van 2004. De conferentie besloot tot het instellen van een internationaal waarschuwingsstelsel (IEWP), dat eerder was voorgesteld tijdens de tweede internationale conferentie over vroegtijdige waarschuwing in 2003 in Bonn, Duitsland. Concreet werd een tsunami-waarschuwingssysteem opgericht. In het Hyogo-actieprogramma werden prioriteiten gesteld, zoals de opname van rampenrisicovermindering in het institutionele kader, het identificeren en monitoren van rampenrisico's en verbeteren van vroegtijdige waarschuwing, een cultuur van veiligheid en veerkracht op alle niveaus invoeren, de onderliggende risicofactoren verminderen, en de rampenparaatheid verhogen.

### Derde wereldconferentie (2015, Sendai)
De derde VN-wereldconferentie vond plaats in Sendai, Japan, van 14 tot 18 maart 2015. Er waren 6.500 afgevaardigden op de conferentie zelf, en nog eens 50.000 deelnemers op het aansluitend publieksforum. Sendai was in 2011 getroffen door een zware zeebeving en tsunami. De conferentie resulteerde in het Sendai Framework for Disaster Risk Reduction, een vijftienjarig (2015-2030) internationaal programma voor risicoreductie bij rampen.

## Kennisdeling

### Global Assessment Report
Het Global Assessment Report on Disaster Risk Reduction (GAR) is sedert 2009 een ongeveer tweejaarlijkse evaluatie en analyse van de natuurlijke gevaren voor de mensheid. Het GAR monitort risicopatronen en -trends, en de vooruitgang op het gebied van risicobeperking bij rampen. Het biedt landen en de internationale gemeenschap strategische beleidsrichtsnoeren. Het rapport komt tot stand in samenwerking en overleg met een breed scala van belanghebbenden, waaronder diverse VN-agentschappen, regeringen, academische en onderzoeksinstellingen, donoren en technische organisaties en specialisten:
- GAR 2022 Our World at Risk: Transforming Governance for a Resilient Future
- GAR 2021 Special Report on Drought
- GAR 2019 Report
- GAR 2017 Atlas: Unveiling Global Disaster Risk
- GAR 2015 Report
- GAR 2015 Making Development Sustainable: The Future of Disaster Risk Management
- GAR 2013 From Shared Risk to Shared Value: the Business Case for Disaster Risk Reduction
- GAR 2011 Revealing Risk, Redefining Development
- GAR 2009 Risk and poverty in a changing climate.

### PreventionWeb
PreventionWeb, dat in 2007 is gelanceerd, biedt een gemeenschappelijk platform voor instellingen om contacten te leggen, ervaringen uit te wisselen en informatie te delen over de beperking van het risico op rampen. Gebruikers kunnen inhoud toevoegen aan PreventionWeb, maar ook inhoud van PreventionWeb op hun eigen website plaatsen. De website wordt dagelijks bijgewerkt en bevat nieuws over rampenrisicovermindering, evenementen, online discussies, contactgidsen, beleids- en referentiedocumenten, opleidings- en academische programma's, vacatures, terminologie en landeninformatie, evenals audio- en videomateriaal.

## Initiatieven

### Making Cities Resilient
De Making Cities Resilient-campagne ging in mei 2010 van start, aanvankelijk met een looptijd van vijf jaar. De campagne, met een focus op lokale besturen en stedelijke risico's, bouwt voort op eerdere UNDRR-campagnes voor veiligere scholen en ziekenhuizen, en op de principes voor duurzame verstedelijking die werden ontwikkeld in de World Urban Campaign 2009-2013 van UN-Habitat. In augustus 2015 namen meer dan 2.600 gemeenten en lokale overheden deel aan de campagne. Deze konden gebruik maken van een tienpunten-checklist als leidraad voor actie op lokaal niveau. Intussen is de campagne opgevolgd door Making Cities Resilient 2030 (MCR2030).

### Internationale Dag voor Rampenrisicovermindering
De Internationale Dag voor Rampenrisicovermindering begon in 1989, en werd door de Algemene Vergadering uiteindelijk vastgelegd op 13 oktober. Bij die gelegenheid lanceert de UNDRR elk jaar een campagne, gericht op specifieke doelgroepen (kinderen en jongeren, vrouwen en meisjes, mensen met een beperking, ouderen, traditionele, inheemse en lokale kennis, of de doelstellingen uit het Sendai Framework).

### UN Sasakawa Award
De United Nations Sasakawa Award for Disaster Reduction wordt toegekend aan een persoon of instelling die zich actief heeft ingezet om het rampenrisico in zijn of haar gemeenschap te verminderen. De onderscheiding behoort, samen met de Sasakawa Gezondheidsprijs van de Wereldgezondheidsorganisatie en de Sasakawa Milieuprijs van het VN-milieuprogramma een van de drie prestigieuze prijzen die in 1986 zijn ingesteld door Ryōichi Sasakawa, wijlen de voorzitter van de (filantropische) Nippon Foundation.

### ARISE
ARISE werd in 2015 door UNDRR opgestart om de privésector te betrekken bij het beperken van rampenrisico’s. Het initiatief telde in 2022 ruim 400 leden en 29 netwerken over de hele wereld.